# PRPF3
PRPF3‏ (Pre-mRNA processing factor 3) هوَ بروتين يُشَفر بواسطة جين PRPF3 في الإنسان.